# سبيدر ستايسي
سبيدر ستايسي (بالإنجليزية: Spider Stacy)‏ هو كاتب أغاني بريطاني، ولد في 14 ديسمبر 1958 في إيستبورن في المملكة المتحدة.

## وصلات خارجية
- سبيدر ستايسي على موقع ميوزك برينز (الإنجليزية)
- سبيدر ستايسي على موقع أول موفي (الإنجليزية)
- سبيدر ستايسي على موقع أول ميوزيك (الإنجليزية)
- سبيدر ستايسي على موقع ديسكوغز (الإنجليزية)